# Joaquim Silva
Joaquim Antônio Magalhães Silva, född 5 februari, 1989 är en brasiliansk MMA-utövare som sedan 2017 tävlar i organisationen Ultimate Fighting Championship.

## Bakgrund
Silva provade på ett antal olika kampsporter under sin uppväxt och valde sedan att träna thaiboxning, boxning och BJJ innan han slutligen fokuserade helt på MMA 2009.

## MMA-karriär
Silva gjorde professionell debut oktober 2010 vid Hot Fights Vale Tudogala där han besegrade Alan Lima via TKO i första ronden. Han fortsatte sedan bland lokala matcharrangörer i Brasilien obesegrad till 7-0 innan han sökte in till The Ultimate Fighter tidigt 2014.

### The Ultimate Fighter
UFC meddelade i mars 2015 att han blivit utvald att delta i The Ultimate Fighter: Brazil 4.
I den första matchen i TV-programmet mötte han Carlos Costa. Den matchen vann Silva via TKO i tredje ronden.
I kvartsfinalen mötte Silva Erick da Silva. Den matchen vann han via enhälligt domslut.
I semifinalen mötte han Glaico França och förlorade via submission i första ronden.

### The Ultimate Fighting Championship
Silvas officiella debut för UFC var den 5 september 2015 vid  UFC 191 där han mötte TUF-Brazilfränden Nazareno Malegarie. Han vann matchen via delat domslut.
Silva var tänkt att möta UFC-nykomlingen Gregor Gillespie vid UFC Fight Night: 95 den 24 september 2016, men Silva tvingades dra sig ur på grund av skada och ersattes av sin tidigare TUF-Brazilmotståndare Glaico França.

## Tävlingsfacit

### MMA
| Resultat | Facit | Motståndare         | Metod                   | Evenemang                                                 | Datum             | Rond | Tid  | Plats                      | Notering           |
| -------- | ----- | ------------------- | ----------------------- | --------------------------------------------------------- | ----------------- | ---- | ---- | -------------------------- | ------------------ |
| Vinst    | 1-0   | Alan Lima           | TKO (slag)              | Hot Fight Vale Tudo                                       | 15 oktober, 2010  | 1    | 4:10 | Ipameri, Brasilien         |                    |
| Vinst    | 2-0   | Lucas Blade         | Submission (rear-naked) | Anapolis Fight Championship                               | 19 maj 2012       | 1    | 3:58 | Anápolis, Brasilien        |                    |
| Vinst    | 3-0   | Adalton Fernandes   | KO (slag)               | BMAT                                                      | 29 september 2012 | 1    | 0:30 | Palmas, Brasilien          |                    |
| Vinst    | 4-0   | Juilo Cezar Alves   | Submission (armbar)     | High Fight Rock 3                                         | 15 juni 2013      | 1    | 3:15 | Anápolis, Brasilien        |                    |
| Vinst    | 5-0   | Fabio Lima Ferreira | TKO (slag)              | Shooto Brazil 44                                          | 14 november 2013  | 1    | 4:45 | Goiânia, Brasilien         |                    |
| Vinst    | 6-0   | Victor Rizzo        | Submission (armbar)     | Reto de Campeones 1                                       | 14 februari 2014  | 1    | 4:57 | Mexico City, Mexiko        |                    |
| Vinst    | 7-0   | Leandro Vasconcelos | TKO (slag)              | The Hill Fighters 3                                       | 20 september 2014 | 1    | 0:06 | Bento Gonçalves, Brasilien |                    |
| Vinst    | 8-0   | Nazareno Malegarie  | Domslut (delat)         | UFC 191                                                   | 5 september 2015  | 3    | 5:00 | Las Vegas, NV, USA         | Lättviktsdebut     |
| Vinst    | 9-0   | Andrew Holbrook     | KO (slag)               | The Ultimate Fighter: Team Joanna vs. Team Cláudia Finale | 8 juli 2016       | 1    | 0:34 | Las Vegas, NV, USA         |                    |
| Vinst    | 10-0  | Reza Madadi         | Domslut (delat)         | UFC Fight Night: Gustafsson vs. Teixeira                  | 28 maj 2017       | 3    | 5:00 | Stockholm, Sverige         |                    |
| Förlust  | 10-1  | Vinc Pichel         | Domslut (enhälligt)     | UFC on Fox: Jacaré vs. Brunson 2                          | 27 januari 2018   | 3    | 5:00 | Charlotte, NC, USA         |                    |
| Vinst    | 11-1  | Jared Gordon        | KO (slag)               | UFC on Fox: Lee vs. Iaquinta 2                            | 15 december 2018  | 3    | 2:39 | Milwaukee, WI, USA         | Fight of the Night |
| Förlust  | 11-2  | Nasrat Haqparast    | KO (slag)               | UFC on ESPN: Covington vs. Lawler                         | 3 augusti 2019    | 2    | 0:36 | Newark, NJ, USA            |                    |

### Uppvisnings-MMA
| Resultat | Facit | Motståndare    | Metod                   | Evenemang                      | Datum                          | Rond | Tid  | Plats              | Notering    |
| -------- | ----- | -------------- | ----------------------- | ------------------------------ | ------------------------------ | ---- | ---- | ------------------ | ----------- |
| Vinst    | 1-0   | Carlos Costa   | TKO (slag)              | The Ultimate Fighter: Brazil 4 | 14 april 2015 (sändningsdatum) | 3    | 1:47 | Las Vegas, NV, USA |             |
| Vinst    | 2-0   | Erick da Silva | Domslut (enhälligt)     | The Ultimate Fighter: Brazil 4 | 26 maj 2015 (sändningsdatum)   | 3    | 5:00 | Las Vegas, NV, USA | Kvartsfinal |
| Förlust  | 2-1   | Glaico França  | Submission (rear-naked) | The Ultimate Fighter: Brazil 4 | 15 juni 2015 (sändningsdatum)  | 1    | 2:48 | Las Vegas, NV, USA | Semifinal   |